# ایمپریال موتورز
ایمپریال موتورز (انگلیسی: Imperial Motors) شرکت خودروسازی آمریکایی بود، که در سال ۱۹۵۵ توسط شرکت کرایسلر تأسیس شد.